# Sankt Olofsskolan
Sankt Olofsskolan är också namnet på den svenska högstadieskolan i Åbo.

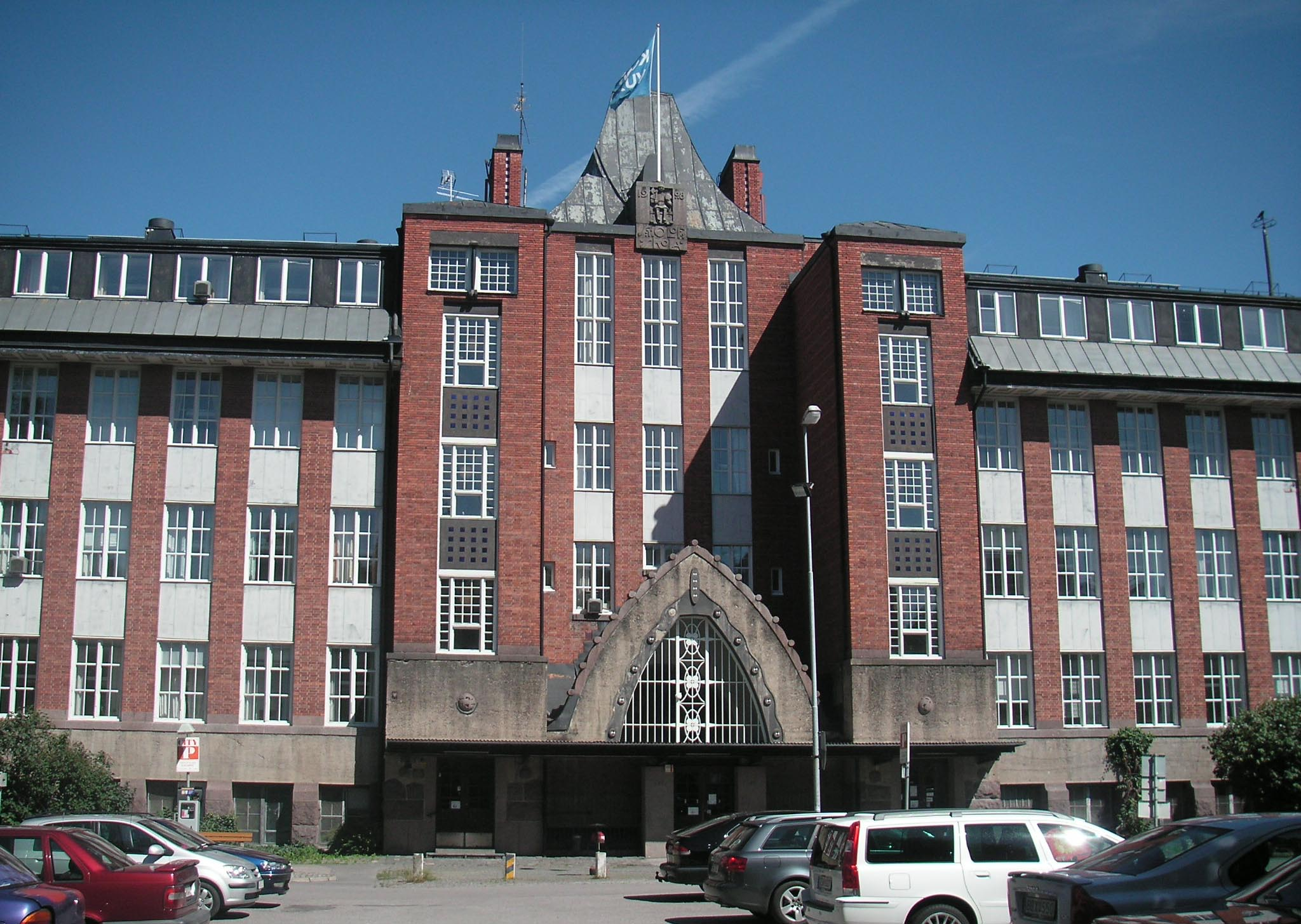
Sankt Olofskolan

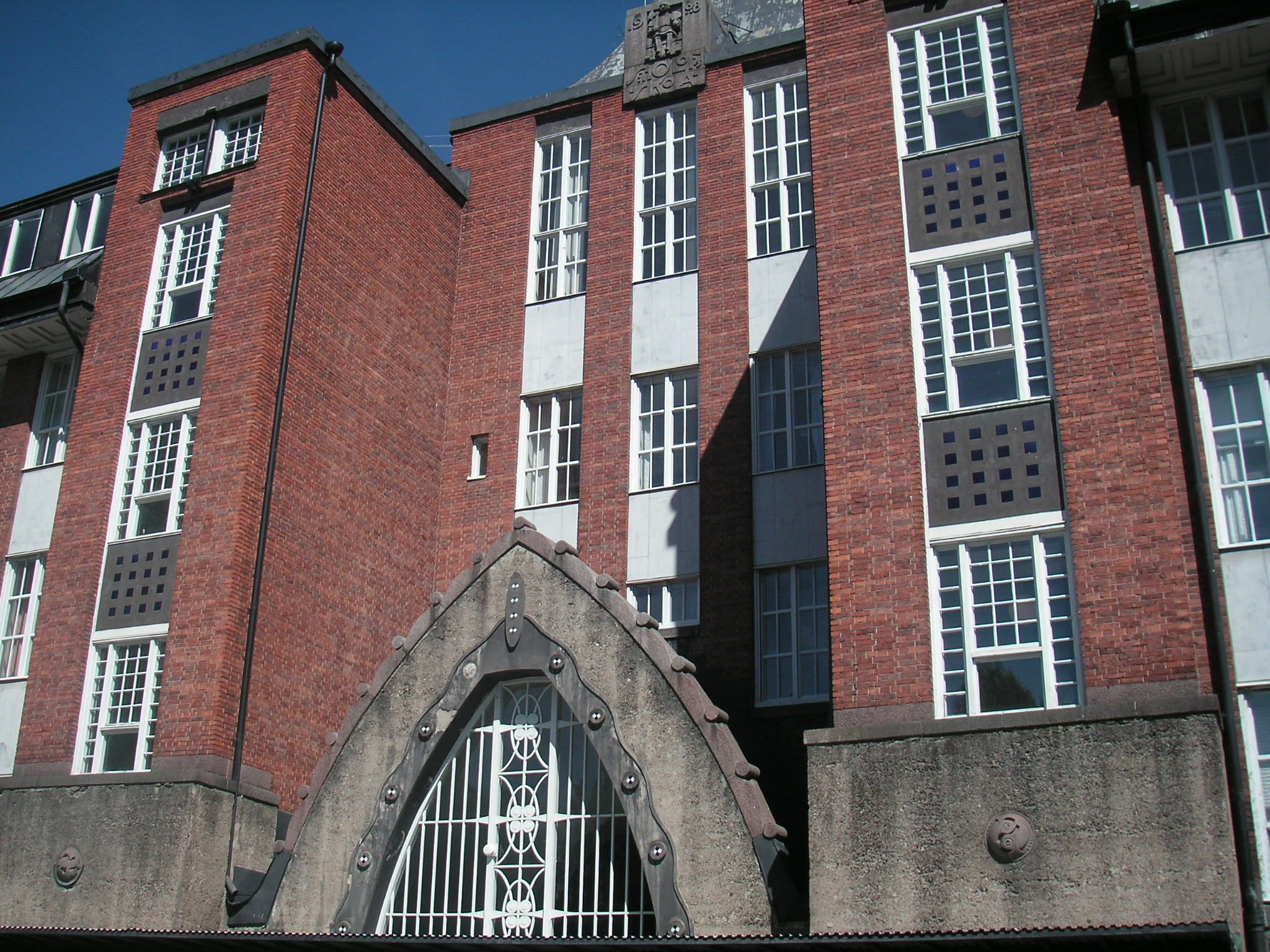
Sankt Olofskolan

Sankt Olofskolan är en skola i Norrköping, ritad av Carl Bergsten, som stod färdig 1908. Byggnaden i rött tegel är inspirerad av wienerjugend, med geometriska former och  med detaljer som blått kakel under fönster, smitt vitt järngaller ovanför entrén och rustik granit i sockeln.
Idag ägs skolan av Norrköpings kommun och Komvux har sin verksamhet där.